# Wilchingen
Wilchingen je obec ve švýcarském kantonu Schaffhausen. Žije zde přibližně 1 700 obyvatel.

## Geografie
Obec se nachází v oblasti Klettgau v kopcích na jižním okraji pohoří Randen, asi 13 kilometrů jihozápadně od centra kantonálního hlavního města Schaffhausen. Podnebí je zde velmi mírné s nadprůměrným počtem slunečných dnů pro tuto severní zeměpisnou šířku a s nízkými srážkami díky chráněné poloze v bočních údolích jižního okraje. Zvláštností je jižně orientované údolí Wangental, které je přírodní rezervací a poskytuje životní prostředí mnoha orchidejím. Vysoko nad údolím Wangental trůní na skalnatém výběžku Rossbergu středověká zřícenina Radegg.
Na jihu se táhne hranice mezi Německem a Švýcarskem. Obcí protékají potoky Seltenbach a Ernstel.

## Historie

Letecký pohled (1953)

V obci Wilchingen se nacházejí prehistorické stopy. Na řece Dicki je doloženo keltské útočiště, na které na východě navazuje řeka Hasenberg/Asenberg. Podle legendy pochází název „Asenberg“ od germánského obětiště, které se zde nacházelo. Na dně údolí byla nalezena římská cesta vedoucí do Teneda (Bad Zurzach) a zbytky valů proti germánským kmenům. První písemná zmínka o Wilechingu pochází z roku 1049 jako o majetku kláštera Rheinau, ale osada byla založena již dříve Alamanem jménem Willico a jeho rodem. V roce 1371/1373 přešla práva wilchingenského újezdu na špitál v Schaffhausenu, který spravoval pozemky a statky v oblasti Klettgau jako klášter. V roce 1515 byla po letech hádek mezi wilchingskými farníky, kteří předtím museli chodit do kostela v sousedním habsburském Erzingenu, zřízena samostatná farnost. V roce 1515 byl na viničním svahu nad obcí postaven také reformovaný kostel svatého Otmara, který byl v roce 1588 rozšířen. Díky těžbě rud a pěstování vína obec poměrně dobře prosperovala a počet obyvatel neustále rostl. První škola byla postavena v roce 1816 a rozšířena v roce 1845. V roce 1863 byla slavnostně otevřena železnice, která obec napojila na regionální dopravní síť. V roce 2006 se doposud samostatná obec Osterfingen sloučila s obcí Wilchingen.

## Obyvatelstvo

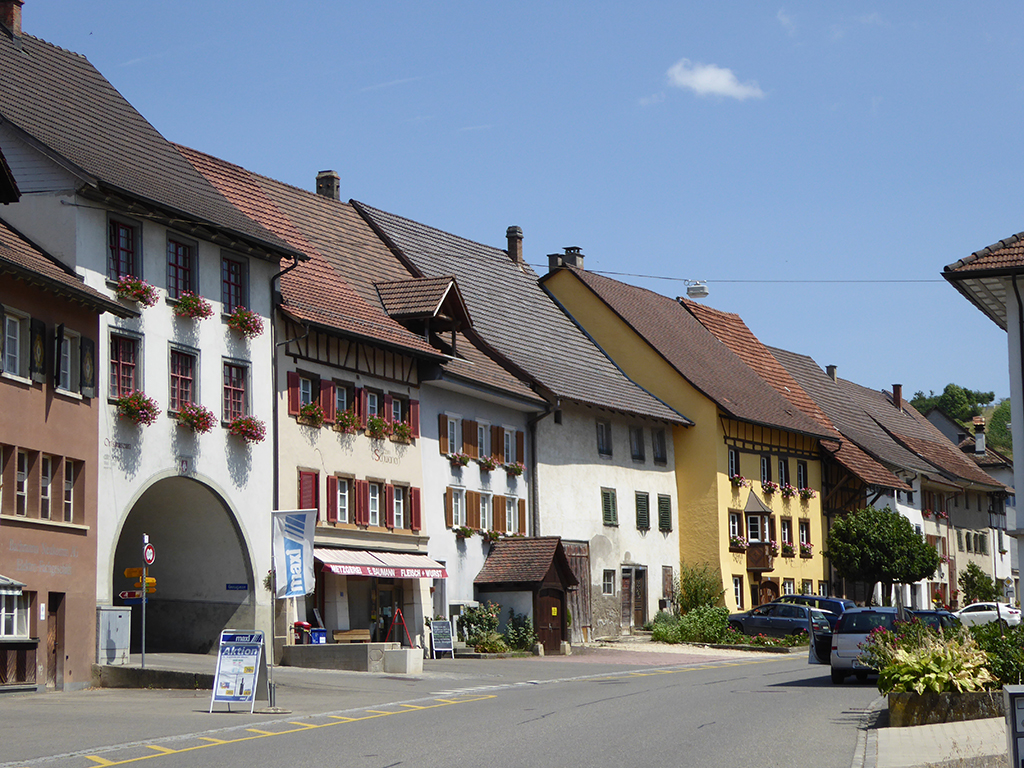
Centrum obce

| Rok            | 1771 | 1798 | 1850 | 1900 | 1950 | 2000 |
| Počet obyvatel | 763  | 1139 | 1345 | 908  | 1091 | 1301 |

## Hospodářství

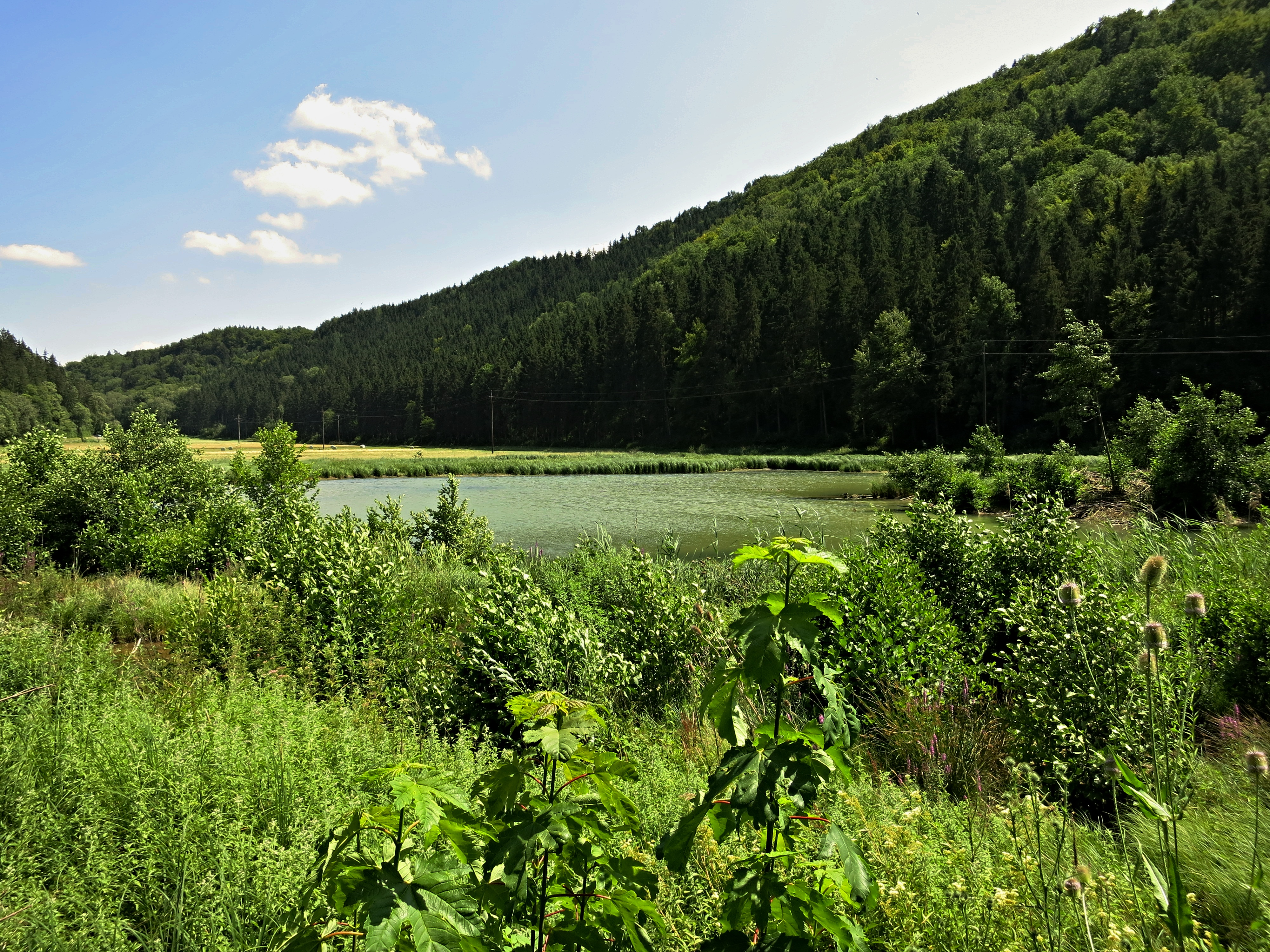
Údolí Wangental

Obě obce mají dlouhou vinařskou tradici a produkují vína vysoké kvality. Ve vesnicích se nacházejí různá vinařství a vinné sklepy, které každý podzim zvou návštěvníky na tradiční slavnosti vína. Nejznámějším vinným sklepem je Bad Osterfingen u silnice do Jestettenu, kde se nachází také restaurace. V okolních lesích se provozuje také zemědělství a lesnictví.

## Doprava
Železniční stanice Wilchingen-Hallau společnosti Deutsche Bahn na trati Schaffhausen–Waldshut (tzv. Hochrheinbahn) se nachází v obci Wilchingen směrem na sousední obec Hallau. Nachází se asi dva kilometry za centrem obce u vesnice Unterneuhaus. Vlaky odtud jezdí každou půlhodinu oběma směry. Spojení mezi Osterfingenem a sousední obcí Hallau zajišťuje autobusová společnost SchaffhausenBus.
I přes napojení na veřejnou dopravu je obec považována za dopravně odlehlou, protože železniční stanice se nachází mimo centrum města. Důležitá spojovací silnice do Jestettenu (Německo), která je přímou trasou do Bülachu a Curychu, není dosud obsluhována veřejnou dopravou.